# Jean Compagnon
Jean Compagnon (Saint-Germain-en-Laye, 26 de outubro de 1916 - Paris, 5 de novembro de 2010) foi um militar francês, general do Exército de Terra Francês. Serviu na Segunda Guerra Mundial e na Primeira Guerra da Indochina.